# Tetramorium antennatum
Tetramorium antennatum är en myrart som först beskrevs av Mann 1919.  Tetramorium antennatum ingår i släktet Tetramorium och familjen myror. Inga underarter finns listade i Catalogue of Life.